# Teudis peragrans
Teudis peragrans là một loài nhện trong họ Anyphaenidae.
Loài này thuộc chi Teudis. Teudis peragrans được Octavius Pickard-Cambridge miêu tả năm 1898.